# Hermann Müller
Hermann Müller ( hør ?) (18. maj 1876 i Mannheim – 20. marts 1931) var en tysk socialdemokratisk politiker, der var landets udenrigsminister (1919–1920) og to gange Tysklands rigskansler (1920, 1928–1930) under Weimarrepublikken. Idet han var udenrigsminister i 1919, var han en af de tyske underskrivere af Versailles-traktaten i 1919.